# Saint-Hilaire-en-Morvan
Saint-Hilaire-en-Morvan è un comune francese di 219 abitanti situato nel dipartimento della Nièvre nella regione della Borgogna-Franca Contea.

## Società

### Evoluzione demografica
Abitanti censiti